# Bundesautobahn 61
Bundesautobahn 61 (em português: Auto-estrada Federal 61) ou A 61, é uma auto-estrada na Alemanha.
A Bundesautobahn 61 tem 331 km de comprimento.

## Estados
Estados percorridos por esta auto-estrada:
- Renânia do Norte-Vestfália
- Renânia-Palatinado
- Baden-Württemberg